# ستانلى ليفينجستون
ستانلى ليفينجستون (بالإنجليزية: Stanley Livingston)‏ هو ممثل أمريكي، ولد في 24 نوفمبر 1950 بلوس أنجلوس في الولايات المتحدة.

## أعمال

### مسلسلات
- أبنائي الثلاثة

## وصلات خارجية
- ستانلى ليفينجستون على موقع IMDb (الإنجليزية)
- ستانلى ليفينجستون على موقع ألو سيني (الفرنسية)
- ستانلى ليفينجستون على موقع أول موفي (الإنجليزية)
- ستانلى ليفينجستون على موقع قاعدة بيانات الأفلام السويدية (السويدية)
- ستانلى ليفينجستون على موقع إن إن دي بي (الإنجليزية)
- ستانلى ليفينجستون على موقع قاعدة بيانات الفيلم (الإنجليزية)
- ستانلى ليفينجستون على موقع كينوبويسك (الروسية)